# Marlène Jobert
Marlène Jobert (Algeri, 4 novembre 1940) è un'attrice e scrittrice francese.
Ha vinto un David speciale per i film L'uomo venuto dalla pioggia (1970) e Ultimo domicilio conosciuto (1970).

## Biografia
Nasce ad Algeri, nell'allora Algeria francese, in una famiglia ebraica sefardita, figlia di Charles Jobert, un militare di carriera nell'aviazione, e di Andrée Azoulay. Marlène studia all'Accademia d'arte drammatica di Digione, come un'altra giovane attrice che esordisce negli stessi anni, Claude Jade, e frequenta contemporaneamente la scuola di Belle arti. Trasferitasi a Parigi, continua gli studi al Conservatorio mantenendosi con l'attività di fotomodella e comparsa cinematografica. Debutta in teatro nel 1963, dove reciterà anche con Yves Montand; previa qualche apparizione in televisione, arriva al cinema nel 1966. Il suo debutto avviene con un film d'autore che ha l'ambizione di offrire un'immagine dei giovani del decennio: in Il maschio e la femmina di Jean-Luc Godard, Marlène Jobert interpreta infatti il ruolo di Élisabeth, coinquilina e amica della protagonista femminile Chantal Goya.
Il primo ruolo che la fa conoscere al grande pubblico è nel film Non bisogna scambiare i ragazzi del buon Dio per delle anatre selvatiche (1968), lungometraggio d'esordio del regista francese Michel Audiard, una commedia nella quale Jobert è la protagonista femminile, una giovane divorata dall'ambizione che si muove nell'ambiente della malavita. Sarà protagonista anche di due fortunati film gialli, Ultimo domicilio conosciuto (1970) di José Giovanni, in cui avrà come partner Lino Ventura, e soprattutto L'uomo venuto dalla pioggia (1970) di René Clément, a fianco di Charles Bronson.
Ha posato nuda per un servizio apparso sul numero di novembre 1978 della rivista Playmen. Nel decennio seguente fonda una propria società di produzione, la MJ, che interviene anche a finanziare i film in cui recita, e nella seconda metà degli anni ottanta intraprende la carriera di interprete discografica incidendo canzoni d'amore, canzoncine per bambini (l'album Câlinoux de loups) e anche poesie d'autore (Marlène Jobert dit Prévert). L'ultima apparizione sul grande schermo risale al 1989 nel film Les cigognes n'en font qu'a leur tête, mentre l'ultimo ruolo da protagonista in televisione risale agli anni novanta, nella serie Avocat d'office. Negli ultimi anni ha prestato la voce ad audiolibri per bambini ed è autrice di una serie di libri concepiti per fare amare la musica ai più piccoli, dedicati a Bach, Beethoven, Chopin, Vivaldi, Mozart e alla musica tradizionale cinese. Nel 2007 Marlène Jobert riceve il Premio César onorario dell'Académie des arts et téchniques du Cinéma.

## Vita privata
Sua figlia, Eva Green, avuta dal dentista svedese Walter Green insieme alla gemella Joy, è a sua volta attrice.

## Filmografia
- Il maschio e la femmina (Masculin féminin), regia di Jean-Luc Godard (1966)
- Il ladro di Parigi (Le voleur), regia di Louis Malle (1967)
- Le armi segrete del generale Fiascone (Martin soldat), regia di Michel Deville (1966)
- Alexandre... un uomo felice (Alexandre le bienheureux), regia di Yves Robert (1968)
- Non bisogna scambiare i ragazzi del buon Dio per delle anatre selvatiche (Faut pas prendre les enfants du bon Dieu pour des canards sauvages), regia di Michel Audiard (1968)
- L'astragalo (L'astragale), regia di Guy Casaril (1968)
- L'uomo venuto dalla pioggia (Le passager de la pluie), regia di René Clément (1970)
- Ultimo domicilio conosciuto (Dernier domicile connu), regia di José Giovanni (1970)
- Gli sposi dell'anno secondo (Les Mariés de l'an II), regia di Jean-Paul Rappeneau (1971)
- Per amore ho catturato una spia russa (To catch a spy), regia di Dick Clement (1971)
- Darsela a gambe (La poudre d'escampette), regia di Philippe de Broca (1971)
- Dieci incredibili giorni (La décade prodigieuse), regia di Claude Chabrol (1971)
- L'amante giovane (Nous ne vieillirons pas ensemble), regia di Maurice Pialat (1972)
- Juliette e Juliette (Juliette et Juliette), regia di Remo Forlani (1974)
- Il difetto di essere moglie (Pas si méchant que ça), regia di Claude Goretta (1974)
- Il segreto (Le secret), regia di Robert Enrico (1974)
- Una donna da uccidere (Folle à tuer), regia di Yves Boisset (1975)
- La fabbrica degli eroi (Le bon et les méchants), regia di Claude Lelouch (1976)
- Julie pot de colle, regia di Philippe de Broca (1977)
- L'Imprécateur, regia di Jean-Louis Bertuccelli (1977)
- Va voir maman, papa travaille, regia di François Leterrier (1978)
- Il giocattolo, regia di Giuliano Montaldo (1979)
- Grandison, regia di Achim Kurz (1979)
- Guerra tra polizie (La guerre des polices), regia di Robin Davis (1979)
- Helen - Evoluzione di una donna (Une sale affaire), regia di Alain Bonnot (1981)
- L'Amour nu, regia di Yannick Bellon (1981)
- Effraction, regia di Daniel Duval (1983)
- Les cavaliers de l'orage, regia di Gérard Vergez (1983)
- Souvenirs souvenirs, regia di Ariel Zeitoun (1984)
- Les cigognes n'en font qu'a leur tête, regia di Didier Kaminka (1989)

## Riconoscimenti
- David di Donatello
  - 1970 – David speciale per L'uomo venuto dalla pioggia e Ultimo domicilio conosciuto

- Premio César
  - 2007 – Premio César onorario

## Doppiatrici italiane
- Vittoria Febbi in Ultimo domicilio conosciuto, Per amore ho catturato una spia russa, Il giocattolo
- Fiorella Betti in L'uomo venuto dalla pioggia